# Урень (приток Волги)
Урень (в среднем течении также известна как Уренбаш) — река в России, протекает по Ульяновской области. Устье реки находится в 1657 километрах от устья Волги (Куйбышевское водохранилище). Длина реки составляет 42 км, площадь водосборного бассейна — 640 км².
В 17 км от устья по правому берегу впадает одноимённая река Урень, начинающаяся в овраге Урень.

## Данные водного реестра
По данным государственного водного реестра России относится к Нижневолжскому бассейновому округу, водохозяйственный участок реки — Куйбышевского водохранилища от посёлка городского типа Камское Устье до Куйбышевского гидроузла, без реки Большой Черемшан. Речной бассейн реки — Волга от верхнего Куйбышевского водохранилища до впадения в Каспий.

## История
В 1955 году, в связи с созданием Куйбышевского водохранилища, была сокращена почти на половину длина реки.